# Un amore oggi
Un amore oggi è un film drammatico del 1970 diretto da Edoardo Mulargia.